# ŽNK Ilok
ŽNK Ilok je ženski nogometni klub iz Iloka.

## Povijest
Ženski nogometni klub Ilok osnovan je 2007. godine u Iloku.  
Trenutačno se natječe u 2. hrvatskoj nogometnoj ligi za žene - istok.

## Poveznice
- Hrvatski nogometni savez